# Eigengewichtübung
Als Eigengewichtübung (englisch bodyweight exercise, abgekürzt BWE) bezeichnet man eine sportliche Übung, die nur das eigene Körpergewicht als Widerstand nutzt.
Eigengewichtübungen sind eine Form des Fitness- und Krafttrainings, die fast völlig auf Hilfsmittel wie Gewichte und Fitnessgeräte verzichtet.

## Ziele
Mit Eigengewichtübungen lassen sich diverse Ziele verfolgen, wie die Steigerung der anaeroben und aeroben Ausdauer (z. B. mit Burpees) und Krafttraining (z. B. mit einbeinigen Kniebeugen, sogenannten Pistol Squats oder diversen Turnerübungen) bzw. die Kombination aus Kraft und Ausdauer wie z. B. bei Extrem-Hindernisläufen.

## Vorteile
Da man zur Durchführung nur den eigenen Körper braucht, kann man Eigengewichtübungen praktisch immerzu, überall und kostenlos durchführen. Dadurch eignen sie sich gut für diejenigen, die kein Fitnessstudio besuchen können oder wollen.
Da die Übungen immer viele Muskelpartien beanspruchen und ganze Bewegungsabläufe beinhalten, werden nicht nur die einzelnen Muskeln gestärkt, sondern auch das Zusammenspiel der Muskeln, die sogenannte Intermuskuläre Koordination, und die Effizienz der einzelnen Körperregionen trainiert. Es kommt bei gesunden Athleten seltener zu muskulären Dysbalancen als bei herkömmlichem Krafttraining.

## Kritik
Eigengewichtübungen werden oft kritisiert, weil „nur“ der eigene Körper als Widerstand dient, was angeblich zu einer Trainingsstagnation ab einem bestimmten Level führt. Befürworter von Eigengewichtübungen entgegnen dem, dass man die Schwierigkeit fast beliebig erhöhen kann, indem man eine Übung absichtlich erschwert. Zum Beispiel kann man statt eines normalen Liegestützes einhändige Liegestütze oder Liegestütze mit erhöhtem Beinniveau durchführen, was den Widerstand erheblich erhöht. So kann die Trainingsintensität dynamisch reguliert werden, um nicht nur im Kraftausdauerbereich, sondern auch im Maximalkraftbereich zu trainieren.

## Liste von Übungen
Eigengewichtübungen greifen unter anderem auf die folgenden bewährten Übungen und viele Varianten von weiteren Übungen zurück:
- Rumpfbeugen/Aufrichter (Sit-ups)
- Bauchpressen (Crunches)
- Bodenrudern
- Barrenstütz
- Käfer (Criss-Cross)
- Klimmzüge
- Kniebeugen
- Liegestütze, Dands
- Muscle-up
- Seitstütz
- Planks (Planken, Ganzkörperstütz)